# نورا جيميسين
نورا كي. جيميسين (وُلِدت في 19 سبتمبر 1972) هي كاتبة خيال تأملي أمريكية، ورواياتها تغطي مجموعة واسعة من المواضيع بما في ذلك الصراع الثقافي والاضطهاد. حصلت على عدة جوائز عن أعمالها، منها جائزة لوكوس، وحتى آب/أغسطس من عام 2018 فقد فازت ثلاثة من كتبها التابعة لسلسلة الأرض المتحطمة بجائزة هوغو لأفضل رواية وذلك لثلاث سنوات متتالية.

## حياتها المبكرة
وُلدت نورا في مدينة آيوا سيتي بالاسم «نورا كي. جيميسين» ونشأت في مدينة نيويورك وأيضاً مدينة موبيل في ولاية ألاباما. عاشت فترة عشرة سنوات في ولاية ماساتشوستس قبل أن تنتقل إلى مدينة نيويورك. درست نورا في جامعة تولين في الفترة من عام 1990 حتى عام 1994 إذ حصلت منها على درجة البكالوريوس في علم النفس. ثم انتقلت لتنال درجة الماجستير في التربية من جامعة ماريلاند في كوليدج بارك.

## روابط خارجية
- نورا جيميسين على موقع IMDb (الإنجليزية)